# حیازت مباحات
حیازت مباحات (دست‌یابی بر رهاشدگان) اصطلاحی فقهی حقوقی است که یک باب از جستار اسباب تملک (راه‌های مالک‌شدن) را در قانون مدنی و کتب فقهی به خود اختصاص داده‌است. 
«حیازت مباحات» یعنی وقتی کسی چیزی را که مالک ندارد (مثل ماهی دریا یا زمین بایر) تصرف می‌کند. اگر این کار را به قصد تصرف و مطابق قانون انجام دهد، مالک آن می‌شود .
بنابراین، حیازت مباحات، همان به‌چنگ‌آوردن چیزهای بی‌مالک یا به عبارتی، چنگ‌اندازی بر رهاشدگان است.
قاعده حیازت مباحات (مَنْ حازَ مَلِکَ: کسی که حیازت کند، مالک می‌شود) قاعده فقهی استنباط شده از قرآن، روایات و بنای عقلا است.

## تعریف
قانون مدنی ایران، حیازت مباحات را اینگونه تعریف می‌کند:

### حیازت
ماده ۱۴۶: مقصود از حیازت تصرف و وضع ید است یا مهیا کردن وسایل تصرف و استیلا.
ماده ۱۴۷: هر کس مال مباحی را با رعایت قوانین مربوطه به آن حیازت کند مالک آن می‌شود.

### مباحات
ماده ۲۷: اموالی که ملک اشخاص نمی‌باشد و افراد مردم می‌توانند آنها را مطابق مقررات مندرجه در این قانون و قوانین مخصوصه مربوطه به هریک از اقسام مختلفه آنها تملک کرده یا از آنها استفاده کنند مباحات نامیده می‌شود مثل اراضی موات یعنی زمینهایی که معطل افتاده و آبادی و کشت وزرع در آنها نباشد.

## عناصر حیازت
محمدجعفر جعفری لنگرودی عناصر حیازت مباحات را اینگونه بیان می‌کند:
- وجود مال منقول مادی در خارج
- مال مذکور مالک نداشته باشد (چه در اصل مالک نداشته باشد مثل ماهی دریا و چه مالک داشته ولی وی از آن مال اعراض کرده باشد)
- ایجاد سلطه بر مال یا تهیه مقدمات تصرف
- قصد حیازت کردن (بنابر این اگر فقط قصد انجام دادن آن را داشته باشد، کافی نیست)[۳]

## انواع حیازت
حیازت مباحات با توجه به تناسب انواع آن مختلف است:
- حیازت اراضی موات: احیاء آن
- حیازت دفینه: کشف آن
- حیازت حیوانات وحشی: شکار آن
- حیازت آب رودخانه و ماهی: تصرف مادی در آن‌ها[۴]

## شرایط حیازت‌کننده
سید مصطفی محقق داماد برای حیازت‌کننده سه شرط را ذکر می‌کند:
1. اهلیت
2. اصالت و مباشرت
3. قصد[۵]